# HP-55
HP-55 はプログラム可能な携帯型電卓であり、HP-65 の廉価版であった。1975年当時の希望小売価格は $395 であった(2023年時点の$2,237と同等)。1975年にヒューレット・パッカードによって発売され、20個のストレージ・レジスタ（HP-65 は9個）を特徴とし、49種類のキーストローク命令を搭載していた。その外観は、HP-65 に似ていた。しかし、銀色の線が HP-45 のように表示装置とキーボードの間を通っており、いくつかのキーの機能が異なり、そして磁気カードリーダー／ライターを搭載していなかった。その時代の全てとそれ以降のほとんどのヒューレット・パッカード電卓のように、HP-55 は逆ポーランド記法 (RPN) と4レベル自動被演算子スタックを使用していた。
HP-55 の他の特徴は、前機種の HP-45 の隠されたストップウォッチ機能によく似たストップウォッチ機能が正式な機能になったことであった。このストップウォッチ機能は、モード切替スライドスイッチを TIMER 位置に設定することによって使用できた。電卓内部の水晶振動子は、正確な時間基準を提供し、タイマーは +/- 0.01% の誤差で動作すると宣伝された。ストップウォッチに使用されたデータフォーマットは、時、分、そして秒の組合せで構成された。しかし、HP-55 は、このフォーマットと純粋な単位（時単位）の間の変換をする特別な変換機能を特徴とした。そのため、ストップウォッチのデータは、計算で容易に素早く使うことができた。
HP-55 は、米国慣用単位とメートル法の間のデータを即座に変換する数個のその他の変換機能も特徴としていた。
ウィリアム・ヒューレットの設計要求は、「電卓は彼のシャツのポケットに入るようにするべき」というものであった。それは HP の電卓が先細りの形状になっていた理由の1つであった。この電卓のプログラムのための説明書は非常に完全なものであった。数百もの応用アルゴリズムを含んでおり、微分方程式の解法、株価予想、その他を含んでいた。